# Liste von Jazzmusikern/D
| Abk.  | Instrument           |
| ----- | -------------------- |
| acc   | Akkordeon            |
| acl   | Altklarinette        |
| afl   | Altflöte             |
| arr   | Arrangement          |
| as    | Altsaxophon          |
| b     | Bass                 |
| bar   | Baritonsaxophon      |
| bcl   | Bassklarinette       |
| bjo   | Banjo                |
| bl    | Bandleader           |
| bo    | Bongo                |
| bs    | Basssaxophon         |
| cl    | Klarinette           |
| clo   | Cello                |
| comp  | Komponist            |
| cond  | Dirigent             |
| cor   | Kornett              |
| dr    | Schlagzeug           |
| eh    | Englischhorn         |
| ep    | Elektronisches Piano |
| fg    | Fagott               |
| fl    | Flöte                |
| flh   | Flügelhorn           |
| frh   | Frenchhorn           |
| gisy  | Gitarrensynthesizer  |
| git   | Gitarre              |
| gl    | Glockenspiel         |
| har   | Mundharmonika        |
| harp  | Harfe                |
| kb    | Kontrabass           |
| keyb  | Keyboard             |
| lyra  | Lyra                 |
| mando | Mandoline            |
| mar   | Marimba              |
| obo   | Oboe                 |
| org   | Orgel                |
| p     | Piano                |
| perc  | Perkussion           |
| picb  | Piccolobass          |
| pictp | Piccolotrompete      |
| reeds | Holzblasinstrumente  |
| sax   | Saxophon             |
| ss    | Sopransaxophon       |
| syn   | Synthesizer          |
| tb    | Tuba                 |
| th    | Tenorhorn            |
| tp    | Trompete             |
| trb   | Posaune              |
| ts    | Tenorsaxophon        |
| tt    | Turntables           |
| vib   | Vibraphon            |
| viola | Viola                |
| vl    | Violine              |
| voc   | Gesang               |

Diese Liste ist eine Unterseite der Liste von Jazzmusikern.

## Da – Dd
- Tomasz Dąbrowski tp, hrn
- Arkadiy Dadashyan dr
- Nathan Daems sax, fl
- Carsten Daerr p
- Pierre-Alain Dahan dr
- Roland Dahinden trb
- Carsten Dahl p, org, comp, dr
- Christina Dahl ts, ss, fl, bcl, comp
- Jim Dahl trb
- Thomas T. Dahl git, bjo, bg, comp
- Tim Dahl kb, e-b
- Erland Dahlen dr, perc
- Jürgen Dahmen p, keyb, git, vl, dr, comp
- Albert Dailey p
- Frank Dailey bl
- Pete Dailey cor
- Carsten Daerr p
- Tim Daisy dr, perc
- Del Dako as, bar
- Eyolf Dale p, comp
- Joe Daley euph, tu, bar-h
- Joe Daley ts
- Gilbert Dall’Anese sax, fl
- Paolino Dalla Porta kb, comp
- Damian Dalla Torre ts, bcl, comp
- Othella Dallas voc, perc, tap
- Sonny Dallas kb
- Géo Daly vib
- Daniel Daemen ss, as, cl, comp
- Tadd Dameron p, arr
- Giotis Damianidis git, e-b, electr, comp
- Father John D’Amico p, comp
- Hank D’Amico cl
- James Danderfer ts, cl
- Roberto Dani dr
- Ted Daniel tp, flhn, frn, bugle
- Sylvain Daniel e-b
- Devin Daniels sax
- Eddie Daniels cl, ts
- Joe Daniels dr, bl
- Marie Daniels voc, comp
- Mike Daniels tp
- Lars Danielsson kb, clo, p
- Palle Danielsson kb, perc
- Harold Danko p
- Johnny Dankworth as
- Federico Dannemann git, comp
- Frank D’Annolfo trb
- Tony Dannon acc, arr, comp
- Corinna Danzer as, ts, cl, fl, comp
- Alban Darche ts, as, ss, bar, comp
- Joe Darensbourg cl
- Henryk Darlowski keyb
- Phil Darois kb, tu, e-b
- Alice Darr p, voc
- Jerome Darr git
- Sylvain Darrifourcq dr
- Bob Dartsch dr, vib
- Al Dary p, voc
- Christie Dashiell voc, p, comp
- Didier Datcharry p
- Carlo Actis Dato reeds
- Magalí Datzira kb, voc
- Jami Dauber tp
- Clara Däubler kb, comp
- Anne-Kathrin Daum b, kb
- Wolfgang Dauner p, syn, keyb, comp
- Samy Daussat git, comp
- Mackay Davashe ts, comp
- Chris Dave dr, comp
- Cow Cow (Charles) Davenport p
- Kenny Davern cl
- Jay DaVersa tp
- John Daversa tp, EVI, arr, comp, cond
- Oleg Davidovitch b, trb
- Nils Davidsen b, cel, comp
- Jim Davidson dr, bl
- Lowell Davidson p, comp
- Alan Davie, sax, clo, vib, p
- Josephine Davies ts, ss, fl
- Julian Davies tu, kb
- José Davila tu, trb
- Pacho Dávila sax
- Pacho Davila sax, comp
- Charlie Davis p, tp, bl, comp
- Danny Davis fl, perc, bar
- Dennis Davis dr, perc
- Dick Davis ts, bl
- Don Davis sax, cl, fl
- Eddie Lockjaw Davis ts
- Eddy Davis bjo, git
- Glenn Davis dr, perc
- George Davis junior git
- Humphrey Davis sax
- Jackie Davis org
- Jamale Davis kb
- Jeff Davis tp
- Jeff Davis dr
- Jeffery Davis vib
- Jesse Davis as
- John R. T. Davies trb, tp, as, bj, git
- Blind John Davis p
- Johnnie „Scat“ Davis voc, tp, bl
- Jon Davis p
- Lem Davis as
- Leonard Davis tp
- Lew Davis tr
- Mel Davis tp
- Michael Davis trb
- Miles Davis tp, com, bl
- Quincy Davis dr
- Richard Davis kb
- Stanton Davis tp, flh, comp
- Steve Davis trb
- Stewart Davis kb
- Vincent Davis dr
- Wild Bill (William S.) Davis p
- Will Davis p
- Xavier Davis p, comp
- Wild Bill (William) Davison cor
- Angel Bat Dawid cl, keyb, voc, dr, comp
- Talib Dawud tp
- Ernest Dawkins as, ts
- Irakli de Davrichewy tp
- Alan Dawson dr
- Colin T. Dawson tp, flh, cor, voc
- Yussef Dayes dr
- Daniele D’Agaro ts, bcl
- Stefano D’Anna ts
- Luis D’Augustino git
- Renato D’Aiello as, ts
- Franco D’Andrea p, keyb
- Andrew D’Angelo as, bar, bcl
- Paquito D’Rivera as, cl, comp, bl

## De – Dem
- John D’Earth tp, comp
- Tamás Deák tp, comp, cond
- Demas Dean tp
- Donald Dean dr
- Elton Dean as, saxello
- Kevin Dean tp, org
- Michael Dease tb, ts, tu, tp, bar, ss, comp, arr
- Delphine Deau p, comp
- Max De Aloe har, comp, bl
- Bill De Arango git
- Hanne De Backer bar, bcl
- Marlies Debacker p, keyb
- Pierre de Bethmann p
- Jeff De Boeck dr, bl
- Ivon De Bie p
- Alain Debiossat ts, ss, sax, bar, as, fl, melodica, EWI, synt, pic, vcl, comp
- Matthias Debus b, comp
- Peter Decker ts, ss, comp, arr
- Sam Decker sax
- Sara Decker voc, comp
- Sven Decker sax, cl, comp
- Etienne Déconfin p
- Matija Dedić p, comp
- Rusty Dedrick tp, arr, komp
- Johnny de Droit cor
- Barrett Deems dr
- Eddie Defacq cl, voc
- Maria de Fátima voc
- Anna Sofia Defant p, voc, comp
- Volly (Voltaire) De Faut cl
- Bruno De Filippi git, har
- Joey DeFrancesco org, syn, p, tp, voc, ts
- John DeFrancesco org, voc
- Buddy DeFranco cl
- David Defries tp, flh
- Jorge Degas b
- Karl Friedrich Degenhardt dr
- Hubert Degex p
- Eli Degibri sax, comp
- Phil DeGreg p
- Dick de Graaf ts, fl
- Pieter de Graaf p, keyb, comp
- Eddie de Haas kb
- Tilmann Dehnhard fl, ts, comp
- Laurent Dehors cl, sax, bl
- Dario Deidda kb, bg
- Werner Deinert tp, tb, sax, p, lead, comp
- Jack DeJohnette dr, p, voc
- Theo de Jong b
- Henk de Jonge p, org, arr
- Wilbert de Joode kb
- Karl De Karske trb
- Bert de Kort cor
- Thijs de Klijn git
- Bill De Kuiper git
- George DeLancey kb
- Jack Delaney trb
- Lea DeLaria voc
- Frank De La Rosa kb
- Catherine Delaunay cl, acc, ss, comp, bcl, sax, tenor-hrn, clarigold, bagpipe
- Sascha Delbrouck kb, eb
- Pierre Delin dr
- Willerm Delisfort p
- Louis Nelson Delisle cl
- Frank Delle ts, bar, bcl, cl, fl
- Stephan Deller kb
- Gus Deloof tp, vor, arr
- Bram De Looze p
- Jon De Lucia as, cl
- Pupo De Luca dr, bl
- Berlinde Deman tu, serpent, euphonium
- Pierre Demange dr, comp
- Maurice de Martin dr, comp
- Bob DeMeo dr
- Les DeMerle dr, voc, bl
- Matt DeMerritt reeds, voc
- Benoît de Mesmay p, arr
- Alonzo Demetrius- tp
- Léon Demeuldre dr
- Ray Dempsey git
- Tom Dempsey git
- Marc Demuth b, comp
- Bart De Nolf kb, b
- Jeroen de Valk kb

## Den – Dh
- Gloria DeNard voc, p
- Jud DeNaut kb
- Tony DeNicola dr
- Cary DeNigris g
- Anton Denner as, fl, piccolo
- Jeff Denson kb, comp
- Bertrand Denzler ts, contacts, comp, git
- Mike Denny git
- Irio De Paula git, comp
- Sidney De Paris tp
- Wilbur De Paris trb
- Tullio De Piscopo dr
- Alabaster DePlume ts, voc, comp
- Akbar DePriest dr
- Lois Deppe voc, sax
- Laurent Derache acc
- Carlo DeRosa kb, comp
- Clem DeRosa dr
- Richard DeRosa dr, comp, arr, cond
- Dena DeRose voc, p, comp
- Wolfram Derschmidt kb
- Gene Dersin sax, cl
- Lukas DeRungs p, comp
- Raul de Souza trb
- Sidney Des Vigne tp
- Sven Decker ts, bcl, fl, comp
- Barrett Deems dr
- John Defferay cl, ts
- Bob Degen p
- Hans Dekker dr
- Harold Dejan sax, bl
- Gordon Delamont tp, comp
- Eric Delaney dr, perc, bl
- Jack Delaney trb
- Peter Delano p
- Benoît Delbecq p, comp
- Yannick Délez p
- Lew Del Gatto ts, bs, cl, bcl, fl
- Pierre Delhoumeau cl, as
- Willerm Delisfort p
- Tobias Delius ts, cl
- Elaine Delmar voc
- Helio Delmiro git
- Carlos del Puerto kb
- Carlitos del Puerto b
- Geoffroy de Masure trb, comp
- Don Demichael dr, vib, perc
- Ray Dempsey git
- John Dengler b-sax, tu, cor, tp, trb
- Joe Deninzon vln
- Amy Denio as, cl, b, git, acc, voc
- Kenwood Dennard dr
- Oscar Dennard p
- Barbara Dennerlein org
- Kenny Dennis dr
- Matt Dennis p, voc
- Willie Dennis trb
- John Dentz dr
- Egon Denu tp, trb
- Claude Deppa tp, comp
- Alessandro d’Episcopo p, comp
- Tino Derado p, acc, comp
- Joe Derise voc, git, p, arr
- Norbert Dermin as, ts, cl, fl
- Jean Derome sax, cl, fl
- Carlo DeRosa b, bl
- András Dés dr, perc
- László Dés sax
- Jérôme Descamps clo, trb
- Csaba Deseő vl
- Lorraine Desmarais p
- Paul Desmond as, comp
- Ted des Plantes p
- Randal Despommier as, comp
- Michael Dessen trb
- Sidney Desvigne cor
- Léo Detemple p
- Jimmy Deuchar tp
- Hermine Deurloo harm, as
- Everette DeVan org, p
- George Devens, vib, perc, p
- Christophe Devisscher b, comp
- Frank DeVito dr
- Harry DeVito trb
- Bob DeVos git
- Lawrence Dewey cl
- Mohini Dey b
- Youssef Dhafer Oud, voc
- Dirk Achim Dhonau dr, voc, comp

## Di – Dn
- Abdoulaye Diabaté p
- Andrea Di Biase kb
- Daniele di Bonaventura bandoneon, p, comp
- Peter DiCarlo as
- Tom DiCarlo kb
- Furio Di Castri kbit
- Cosimo Di Ceglie g
- Giovanni di Domenico p
- Tino di Geraldo dr
- Nick Di Geronimo kb
- Marcello Di Leonardo dr
- Luis Di Matteo bandoneon
- Caesar DiMauro reeds
- Marco Di Meco fl
- Michael Di Pasqua dr
- Dominique di Piazza b
- Garry Dial p, comp
- Harry Dial dr, perc, vib
- Claude Diallo p, comp
- Dra Diarra perc
- Enrique Díaz b
- Joan Díaz p, arr, comp
- José Diaz de León git, voc, comp
- Minerva Díaz Pérez voc
- Joel DiBartolo b
- Denis DiBlasio bar, fl, voc, arr, comp
- Justin Dicioccio dr, perc
- Corrie Dick dr, perc, p, harm, voc, comp
- Johannes Dickbauer vln
- Klaus Dickbauer as, sax
- Deric Dickens dr, perc
- Victor ‚Vic‘ Dickenson trb
- Carroll Dickerson bl
- R. Q. Dickerson tp, cnt
- Walt Dickerson vib
- Whit Dickey dr
- Neville Dickie p
- Brian Dickinson p, comp
- Bo Diddley, git, voc
- Dieb13 tt
- Christian Diener b
- Wolfgang Diefenbach cond, fl, alto-fl
- Aaron Diehl p, comp
- Eddie Diehl git
- Johan Dielemans dr
- Manfred Dierkes git
- Carlos Diernhammer p
- John Dierker bcl, cl, ts
- Lisbeth Diers perc, dr, comp
- Jürgen Dietz ts, as, ss
- Brigitte Dietrich p, comp, arr, ld
- Paul Dietrich tp, arr
- Marike van Dijk as, comp
- Wim Dijkgraaf har, comp
- Wim Dijkgraaf (Bassist) b
- Jorrit Dijkstra sax
- John Dikeman ts
- Bill Dillard git
- Stacy Dillard ts
- Max Diller tp, comp
- Christian Dillingham kb
- Sam Dillon ts
- John Di Martino p, arr
- Yorgos Dimitriadis dr
- Boriana Dimitrova ss, as, bar, fl, comp
- Danny D’Imperio dr
- Chris Dingman vib, perc
- Jakob Dinesen ts
- Filip Dinev git, comp
- Gene DiNovi p
- Francesco Diodati git, comp
- Joe Diorio git, comp
- Bruno Di Filippi git
- Mike DiRubbo as
- Diz Disley git
- Brandi Disterheft kb, voc
- Bruce Ditmas dr
- Harry DiVito trb
- Ratko Divjak dr
- Akua Dixon (Turre) clo, voc, comp, arr
- Bill Dixon tp
- Charlie Dixon bjo
- Eric Dixon ts, fl, comp
- Errol Dixon p, voc
- Fostina Dixon reeds, ts, as, vib, voc, comp
- Gayle Dixon vl, arr
- George Dixon tp, sax, arr
- Lawrence Dixon bjo, git, arr
- Lucille Dixon kb, bl
- Vance Dixon cl, sax, voc, bl
- Philip Dizack tp

## Dob – Dom
- Gail Dobson voc
- Sasha Dobson voc
- Smith Dobson p, voc, arr
- Sam Dockery p
- Wayne Dockery b
- Marcio Doctor perc, dr
- Aaron Dodd tu
- Baby (Warren) Dodds dr
- Johnny Dodds cl
- Joe (Joseph George) Dodge dr
- Dottie Dodgion dr, voc
- Jerry Dodgion sax
- Jon Dodson voc
- Marge Dodson voc
- Frédéric d’Oelsnitz p, org, key, comp, co
- Claudia Döffinger p, comp
- Hardy Döhrn trb
- Ed Doemland p, org
- Kurt Dörflinger sax, comp
- Chris Minh Doky b
- Niels Lan Doky p
- Lubo D’Orio as, cl, cond
- Stefan Döring sax, cl, bcl
- Axel Dörner tp
- Jens Dörr kb, b, p, voc
- Marc Doffey sax, comp
- Bill Doggett org, p
- Stefano Doglioni cl
- Jim Doherty p, comp
- Ichirō Doi p, e-p
- John Dokes voc
- Klaus Doldinger ts, comp, bl
- Wolf Doldinger as, bar, bl
- Joe Doll voc, p, har
- Ralph Dollimore p, arr
- Arnaud Dolmen dr, perc
- Chas Dolne vl, git, bjo
- Niki Dolp dr, comp
- Dwayne Dolphin kb, comp
- Eric Dolphy as, bcl, fl
- Sophia Domancich p, bl
- Chuck Domanico b
- Angi Domdey voc
- Chano Domínguez p
- Artur Dominik dr
- Natty Dominique tp
- Arne Domnérus as, cl, bar

## Don – Doy
- Dalia Donadio voc, sampling, comp
- Toni Donadio git, comp
- Buzz Donald dr
- Peter Donald dr
- Massimo Donà tp, flh, ts, as, ss, p, arr, comp
- Miles Donahue tp
- Bobby Donaldson dr
- Don Donaldson p, arr
- Lou Donaldson as
- Matthieu Donarier sax, cl
- Cettina Donato p, arr, comp, cond
- Denise Donatelli voc
- Phil Donkin kb
- Chris Donnelly p
- Ted Donnelly trb
- André Donni ts, cl
- Antoni Dontschew p
- Georgi Dontschew kb
- Eric Doob dr
- Phil Dooley voc, dr
- Arnold Dooyeweerd kb
- Daniel Dor dr
- Brigeen Doran sax
- Christy Doran git
- Dave Doran dr
- Kenny Dorham tp
- Colin Dorion p
- Matthias Dornhege tb
- Dany Doriz vib, ts, p, cond
- Jonathan Dorn tb
- Phillip Dornbusch ts, sax, cl, comp
- Bob Dorough voc, p
- Welf Dorr as
- Betty Dorsey voc
- Jimmy (James) Dorsey cl, bl
- Thomas A. Dorsey p, voc
- Tommy Dorsey trb
- David Dorůžka git, comp
- Edir dos Santos dr
- Guy Dossche bar, bcl, as, ts, cl, comp
- Tarik Dosdogru dr, vib
- Dorien Dotson dr
- Hobart Dotson tp
- Jean Douchamps git, kb
- Jackie Dougan dr
- Boots Douglas dr, bl
- Darrian Douglas dr
- Dave Douglas tp, cor
- Dezron Douglas kb
- Bill Douglass (Schlagzeuger) dr
- Bill Douglass (Bassist) b, fkb
- Douyé voc, comp
- Johnny Dover sax, cl, arr
- Pieter Douma b
- David Dove trb
- Johnny Dover sax, cl, arr
- Vicky Down voc, git, cond
- Joe Downard kb
- Bob Downes fl, sax
- Kit Downes p, org, keyb
- Mike Downes kb
- Wray Downes p
- Andrew Downing kb, cel, comp
- Chet Doxas sax
- Jim Doxas dr
- Arthur Doyle sax

## Dr
- Kamila Drabek kb, comp
- Robin Draganic kb
- Philippe Dragonetti git
- Hamid Drake dr, perc
- Jesse Drakes tp
- Henk Bosch van Drakestein kb
- Kaja Draksler p, comp
- Ray Draper tb
- Przemyslaw Krys Drazek  git, tp
- Al Dreares dr
- Barbara Dreiwitz tu
- Artie Drelinger as, ts, cl, bcl
- Mihály Dresch sax
- Rolf Drese dr, comp
- Mark Dresser b, kb
- Doris Drew voc
- John Drew b
- Kenny Drew senior p
- Kenny Drew Jr. p
- Martin Drew dr, bl
- Billy Drewes, sax, cl, fl, dr, p
- Glenn Drewes tp, flhn
- Carl Drewo ts, as
- Jakob Dreyer kb
- Bob Driessen as, bar, ss, cl
- Kermit Driscoll b
- Mary Ann Driscoll p
- Devin Drobka dr
- Frank D’Rone voc, git
- Silvia Droste voc
- Anne Drummond fl
- Billy Drummond dr
- Ray Drummond b
- Andrew Drury dr, comp
- Brian Drye trb

## Du – Dz
- Paul Dubois kb, voc
- Scott DuBois b
- Lucien Dubuis as, bcl
- Bruno Ducret cel, git, comp
- Marc Ducret git, comp
- Anne Ducros voc
- Joanna Duda p, keyb, syn, comp
- Lajos Dudas cl, comp
- Gerd Dudek ts, fl, ss
- Fabian Dudek as, ts, comp
- Tim Dudek dr, perc
- Joris Dudli dr
- Urszula Dudziak voc, perc, electr
- Jens Düppe dr, comp
- Edwin Duff voc
- Al Duffy vln
- Marco Dufner dr
- Lawrence Duhé cl, bl
- Samuel Dühsler dr, perc
- Antoine Duijkers dr, perc
- Quentin Dujardin git, comp
- Doug Duke p, org
- George Duke keyb
- Todd Duke git
- Shayna Dulberger kb
- Tony Dumas kb
- Jean-Marc Duménil dr
- Jack Dumont as
- Jozef Dumoulin p
- David Dunaway kb, eb
- Rudolph Dunbar cl, sax, ld
- Ted Dunbar git
- Fionna Duncan voc
- Hank Duncan p
- Jacob Duncan sax, l, voc
- Mac Duncan trb, voc
- Sonny Dunham tp, tb
- Elina Duni voc, comp
- Larry Dunlap p
- Boyd Lee Dunlop p
- Frankie Dunlop dr
- Paul Dunmall sax, cl
- Bob Dunn steel-git, bl
- Johnny Dunn tp
- Trevor Dunn b
- Nick Dunston kb
- Hubert Dupont kb, eb, comp
- Roland Dupont trb
- Ronnie DuPont p
- Vince Dupont kb
- Lars Duppler p, ep, syn
- René Duprat git
- Cornell Dupree git
- Jean-François Durez p, vib, marimba, comp
- Malte Dürrschnabel as, ss, fl, cl, comp
- Eddie Duran git
- Hilario Durán p, key
- Hélène Duret cl
- Allen Durham trb
- Bobby Durham dr
- Eddie Durham git, trb
- Sjahin During perc, okonkolo, bata
- Tolga During git, comp
- Artur Dutkiewicz p, comp
- Honoré Dutrey trb
- Fred Dutton, fg, b
- Dominic Duval kb
- Bruno Duval dr
- George Duvivier b, arr
- Bronisław Duży trb
- Jim Dvorak tp, arr, comp
- Petr Dvorský kb
- Matt Dwonszyk kb
- Phil Dwyer as, ts, p, comp, arr
- Johnny Dyani b, voc, p, perc, comp
- Thomas Dyani conga, perc, voc
- Mia Dyberg as, comp
- Bokani Dyer p, comp
- Melanie Dyer viola
- Errol Dyers git
- Krzysztof Dys p, comp
- Joe Dyson dr
- Willard Dyson dr
- Krzystof Dziedzic dr